# Сукупний попит
Суку́пний по́пит (англ. aggregate demand, AD) — обсяг виробництва товарів, що споживач готовий колективно придбати при існуючому рівні цін.
Сукупний попит подається зсередини країни і з-за кордону: усередині — із боку споживачів (підприємств, домашніх господарств і урядів) і місцевих інвесторів, а з-за кордону — із боку іноземців. Відповідно, складається з закупівель товарів підприємствами (виробниче споживання), людьми (особисте споживання), урядом (державне споживання), внутрішніх капіталовкладень і експорту товарів за рубіж.
Сукупний попит визначається як сума всіх складових попиту на національному ринку, а саме: 
споживчого попиту (С),
інвестиційного попиту (Ig), 
попиту на товари та послуги з боку держави (G), 
та чистого експорту (Xn), який визначається як різниця між експортом та імпортом. Тобто, підрахувати сукупний попит можливо, обчислюючи ВНП за методом „потоку витрат”.
AD = C + Ig + G + Xn

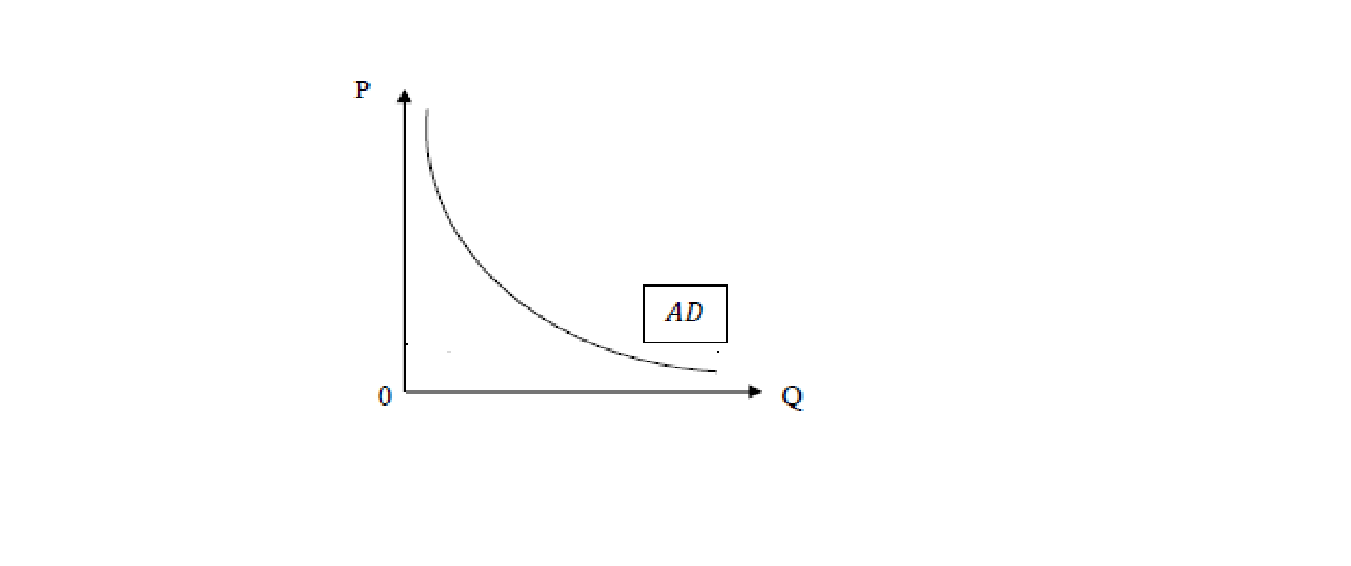
Крива сукупного попиту Оскільки між загальним рівнем цін та обсягом купівель спостерігається обернена залежність, графічно сукупний попит може бути представленим у вигляді кривої з від'ємним нахилом, де Р – загальний рівень цін, а Q – обсяг реального ВВП рис. Крива сукупного попиту дає певну кількість комбінацій обсягу реального сукупного продукту і загального рівня цін в економіці. Рух уздовж кривої AD віддзеркалює зворотну зміну обсягу сукупного попиту в залежності від динаміки загального рівня цін. Обернена залежність між обсягом реального національного виробництва та загальним рівнем цін пояснюється також дією трьох ефектів, що викликаються зміною рівня цін: ефекту багатства, ефекту відсоткової ставки та ефекту імпортних закупівель Вісь абсцис представляє обсяг ВВП, а вісь ординат загальний рівень цін.

Сукупні попит і пропозиція — це нестатистичні поняття макроекономіки, призначені для вивчення усього кола явищ і процесів, що спричиняють вартісний небаланс між обсягом покупок (a la попит) і обсягом виробництва товарів (a la пропозиція), що надходять на той самий ринок у той самий час.
-Ефект багатства (реальних касових залишків) полягає в тому, що зростання загального рівня цін викликає зниження реальної вартості фінансових активів з фіксованою грошовою вартістю (наприклад, облігацій). Власники цих активів біднішають, тому вони змушені зменшувати свої витрати і більше заощаджувати для збереження рівня свого багатства. В ситуації, коли ціни знижуються, виникає протилежний ефект: реальні грошові залишки збільшуються, добробут споживачів зростає, це викликає збільшення видатків на споживання.
-Ефект відсоткової ставки характеризується тим, що зростання рівня цін викличе зростання попиту на гроші, яке в свою чергу, спричинить підвищення рівня відсоткової ставки при незмінній пропозиції грошей. Тому домогосподарства скорочують придбання товарів у кредит, а фірми – інвестиційні витрати. Отже, обсяг сукупного попиту знижується.

-Ефект імпортних закупівель полягає в тому, що зростання рівня цін у державі скорочує попит на вітчизняні товари і збільшує попит на імпорт. Це скорочує обсяг чистого експорту і, відповідно, сукупного попиту.

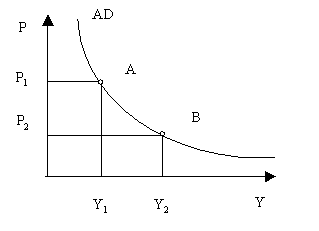
Вплив цінових факторів на криву сукупного попиту На рисунку нарисовано як зміщується ціна вздовж кривої попиту. Точки А і В показують якийсь продукт. Вісь ординат представляє рівень цін, а вісь абсцис обсяги ВВП.

Тобто, внаслідок дії цінових детермінант змінюється обсяг сукупного попиту на національний продукт. Наприклад, зменшення цін від Р1 до Р2 викликає збільшення обсягу сукупного попиту з Q1 до Q2, графічно це відображується рухом уздовж кривої AD від точки А до точки В рис.
Вплив цінових факторів на криву сукупного попиту
Однак крім цінових, на сукупний попит впливають також нецінові
детермінанти, які не пов'язані зі зміною рівня цін в економіці. Притім кожен
елемент сукупного попиту (C, Ig, G, Xn) має свої нецінові детермінанти, а саме:
1. Неціновими факторами споживчих витрат (C) є:
1. 1.Добробут споживачів – при незмінному рівні цін можуть відбутися зміни цін окремих видів фінансових активів (акцій, облігацій), або нерухомості (землі, будинків), якими володіють споживачі. Внаслідок цього добробут споживачів може покращитись або погіршитись і, відповідно, споживчі видатки зростуть або скоротяться.
1.2. Очікування споживачів відносно зміни доходів і цін – песимістичні очікування значно збільшують сукупний попит.
1.3. Заборгованість споживачів – чим більше борг, тим менші поточні видатки, і навпаки.
1.4. Індивідуальні податки – збільшення податків призводить до зменшення сукупного попиту і навпаки.
2. Інвестиційні видатки фірм (Ig) знаходяться під впливом наступних нецінових факторів:
2.1. Відсоткова ставка – збільшення її рівня робить інвестиції менш привабливими, інвестиційний попит зменшується.
2.2. Очікування прибутку від інвестицій – оптимістичні очікування збільшують попит, песимістичні – зменшують.
2.3. Податки на бізнес – зменшення податків стимулює підприємців до розширення виробництва, інвестиційний попит зростає.
2.4. Рівень технології – нові технології стимулюють інвестиційні видатки.

2.5. Надлишкові виробничі потужності зменшують інвестиційний попит.

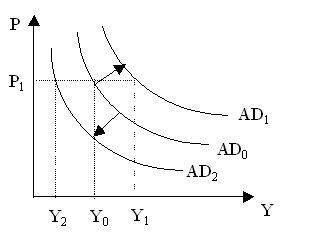
Вплив нецінових факторів на криву сукупного попиту Нецінові фактори впливають не на обсяг сукупного попиту, а саме на попит, внаслідок цього крива AD рухається праворуч (при збільшенні сукупного попиту) або ліворуч (при його зменшенні). Зростання номінальних доходів, обумовлене, наприклад, збільшенням пропозиції грошей або рішеннями домогосподарств менше заощаджувати і більше витрачати, пересунуть криву сукупного попиту праворуч з АD0 до АD1. При кожному можливому рівні цін фірми й домогосподарства плануватимуть більші витрати на товари та послуги. Якщо ж під впливом нецінових факторів номінальні доходи економічних агентів зменшаться, або вони вирішать більше заощаджувати, крива АD0 пересунеться ліворуч на рівень AD2 і сукупний попит скоротиться.

3. Державні витрати (G) обумовлені суто політичними рішеннями.
4. Чистий експорт (Xn) одержує вплив двох нецінових факторів:
4.1. Національний дохід інших країн – при його збільшенні іноземці можуть збільшувати сукупний попит у певній країні, купуючи більше товарів та послуг, і навпаки.
4.2. Курс національної грошової одиниці – якщо національна валюта  знецінюється відносно іноземних валют, то експорт зростає, а імпорт зменшується, тобто зростає чистий експорт і, відповідно, сукупний попит певної країни.
Нецінові фактори впливають не на обсяг сукупного попиту, а саме на попит, внаслідок цього крива AD рухається праворуч (при збільшенні сукупного попиту) або ліворуч (при його зменшенні).
Держава може активно впливати на сукупний попит, регулюючи податки та змінюючи грошову масу в обігу. Так, збільшення податків зменшує як споживчі, так і інвестиційні видатки, крива AD рухається ліворуч.